# Титул ґречності

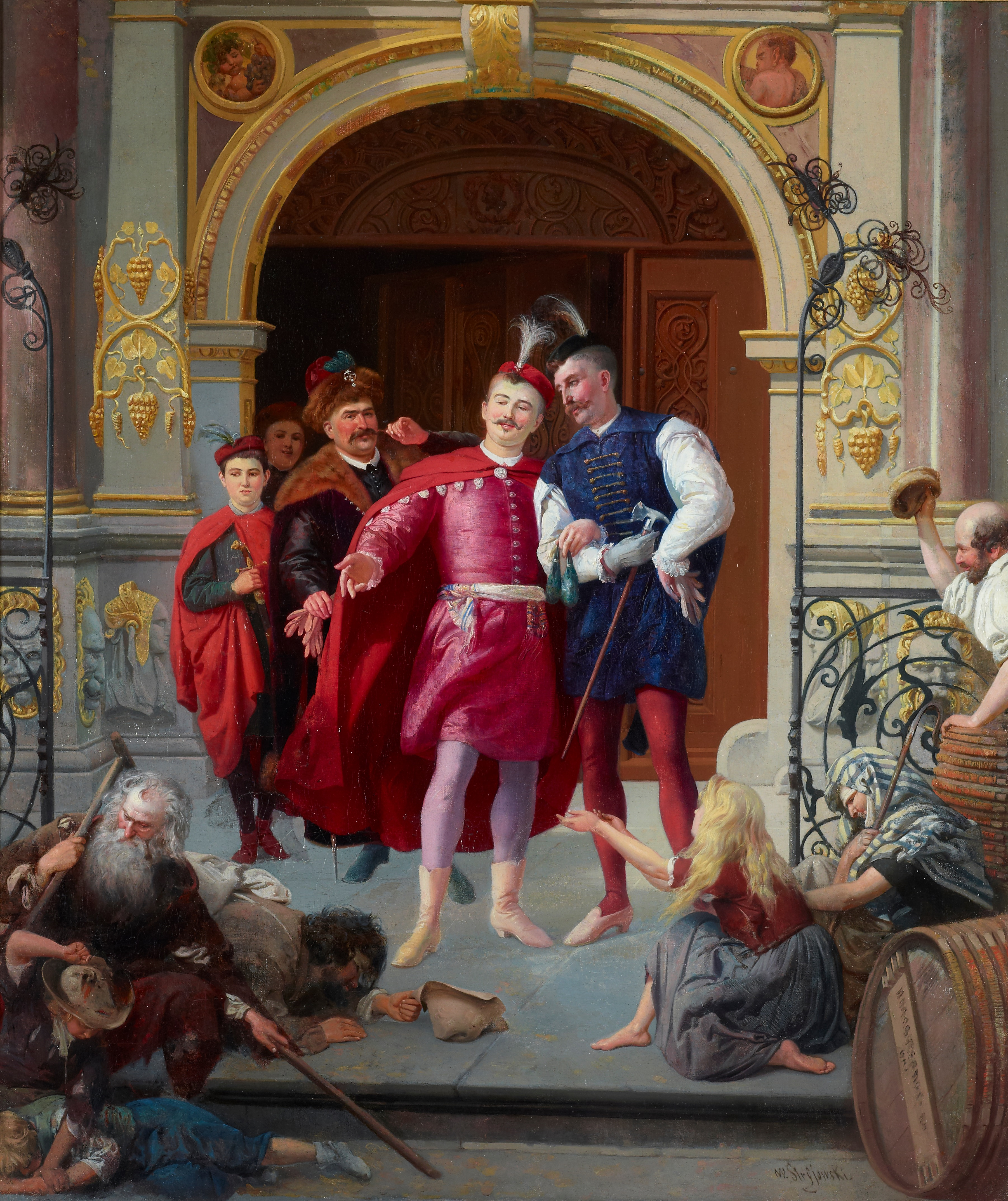
Польська шляхта в Гданську

Ввічливий або куртуазний титул (фр. Titre de courtoisie, англ. Courtesy title) — титул, який не має юридичного значення, а використовується в силу звичаїв чи ввічливості, зокрема в контексті аристократії (шляхти). Також титули, якими користуються діти шляхетних родів (не плутати з титулом престолонаслідника).
У ширшому значені ввічливі титули використовуються для позначення загального ввічливого ставлення, як-от звертання (гоноративи): пан, пані, містер, міс, місіс, сер, мадам, доктор тощо.

## Особливості титулу ґречності
У шляхти деяких країн існував особистий титул, який використовувався як основний при іменуванні спадкоємців титулованої аристократії (старших синів і онуків). На відміну від шляхти в низці європейських країн (Україна, Німеччина, Польща, Австро-Угорщина), у Франції, Великій Британії та Іспанії носієм титулу був не будь-який представник роду, а тільки його голова. Оскільки передбачалось, що згодом титул успадкує його старший син (онук), вони неформально також використовують спеціальний титул, але, як правило, «молодшого» рангу.
У Франції старші сини носіїв низки герцогських титулів традиційно використовували другорядний титул батька (син принца Конде — «герцог Бурбонський», герцога Орлеанського — «герцог Шартрський»). Якщо другорядний титул був відсутній, то син і онук могли використовувати титул на ранг нижче батьківського з тієї ж основною частиною — син герцога титулувався маркізом (або рідше графом), син графа — віконтом. Практика використання аристократами ввічливих титулів зберіглась у Французькій республіці (де титули визнаються судами офіційно) і після остаточного скасування монархії 1870 року.
У Великій Британії ввічливі титули використовуються дітьми і старшими (по чоловічій лінії) онуками перів.
У перів, що мають титул не нижче графського, ввічливий титул старших синів і старших онуків повторює один з молодших «підлеглих титулів», однак використовується без означеного артикля the. Юридично сини й онуки перів, навіть ті, що використовуючи титули ґречності «граф», «віконт», «маркіз», вважаються простолюдинами (commoners) і можуть обиратися тільки у Палату громад. Місце в Палаті лордів старший син отримує тільки після смерті батька і переходу до нього основного титулу (за рішенням монарха).
У Великій Британії вибір конкретного ввічливого титулу з кількох другорядних титулів диктується сімейною традицією. Він може змінюватися при отриманні родиною нових вищих титулів або припинення старших ліній, яким були присвоєні ті чи інші другорядні титули (молодша лінія після припинення старшої успадковує тільки набір титулів, які мав спільний предок).
Якщо найменування другорядних титулів збігаються (наприклад, «герцог Вестмінстер» одночасно є «графом Вестмінстером»), як ввічливий титул може використовуватися конструкція типу «лорд + прізвище» (без імені, аналогічно титулуванню баронів).
Якщо рід не має другорядного титулу, можуть використовуватись фіктивні позначення або конструкція «лорд + прізвище». Графи Оксфорд використовували ввічливий титул «віконт Балбек», хоча такого титулу сім'ї не присвоювалося.
Як ввічливий титул молодших синів герцогів і маркізів використовується титул «лорд» перед ім'ям і прізвищем («лорд Рендольф Черчілль»). Молодші сини графів і всі сини віконтів та баронів іменуються просто «Високоповажний» (Honourable).
Прізвище для стислості може опускатися, але ім'я — ні: так, до лорду Рендольфа Черчілля можна звернутися: «лорд Рендольф», але не «лорд Черчілль». Офіційний титул дружини в такому випадку звучить «леді Рендольф Черчілль» або просто «леді Рендольф».
Неодружені доньки герцогів, маркізів і графів титулуються «леді» перед ім'ям і прізвищем («леді Діана Спенсер»); цей титул не дає їхнім чоловікам прав перства і не успадковується. Неодружені доньки віконтів і баронів іменуються «високоповажна». Ці титули жінки зберігають і в шлюбі, якщо чоловік не має власного титулу; але дошлюбне прізвище при цьому замінюється на прізвище чоловіка.
У часи Середньовіччя шляхетські титули (князь, граф, маркіз) були феодальні, тісно пов'язані з землевласністю та вимагали королівського (імператорського, папського) дарування або королівського визнання. Щоб мати аристократичний титул, треба було мати власний лен (феод). Пізніше ці юридичні приписи стали виконуватись лише стосовно титулу князя (герцога). Більшість шляхетних титулів стали самостійними титулами ґречності, навіть ті, що використовувались при королівському дворі та в юридичних документах.
Члени Суверенного військового ордену Мальти однаково використовують титул шевальє.